# Tom Burton (velista)
Tom Burton (Sydney, 27 giugno 1990) è un velista australiano.
Ha vinto la medaglia d'oro nella classe laser alle olimpiadi di Rio de Janeiro 2016.